# Goodsprings
Goodsprings è un census-designated place (CDP) degli Stati Uniti, situato nella Contea di Clark nello stato del Nevada. Nel censimento del 2010 la popolazione era di 229 abitanti.

## Storia
La città prende il nome da Joseph Good il cui bestiame spesso andava ad una fonte ai piedi del lato sud-est delle Spring Mountains. In passato la città è stata cuore delle attività minerarie della Contea di Clark, tuttavia nel tempo tutti i minerali possibili vennero estratti e l'attività mineraria cessò. Prima del 1900 la città cominciò a formarsi con un ufficio postale, un mulino e qualche tenda, in seguito nel biennio 1910-1911 portò un boom di edifici grazie all'avanzare della ferrovia. Tuttavia ben presto anche questi nuovi abitanti sparirono, lasciando, dopo la seconda guerra mondiale, circa 200 persone residenti.
Goodspring ospita il Pioneer Saloon che con i suoi 90 anni è uno dei più vecchi del Nevada e che si dice sia infestato dai fantasmi. Quando il 16 gennaio 1942 l'aereo di Carole Lombard precipitò nelle vicinanze la città fu il punto di partenza delle ricerche.

## Geografia fisica
Secondo i rilevamenti dell'United States Census Bureau, la località di Goodsprings si estende su una superficie di 3,9 km², tutti occupati da terre.

## Popolazione
Secondo il censimento del 2000, a Goodsprings vivevano 232 persone, ed erano presenti 63 gruppi familiari. La densità di popolazione era di 60 ab./km². Nel territorio comunale si trovavano 232 unità edificate. Per quanto riguarda la composizione etnica degli abitanti, l'89,66% era bianco, l'1,72% era afroamericano e lo 0,43% era nativo. L'1,72% della popolazione apparteneva ad altre razze e il 6,47% a più di una. La popolazione di ogni razza ispanica corrispondeva al 4,74% degli abitanti.
Per quanto riguarda la suddivisione della popolazione in fasce d'età, il 22,8% era al di sotto dei 18, il 3,0% fra i 18 e i 24, il 22,8% fra i 25 e i 44, il 28,9% fra i 45 e i 64, mentre infine il 22,4% era al di sopra dei 65 anni di età. L'età media della popolazione era di 46 anni. Per ogni 100 donne residenti vivevano 90,2 maschi.

## Curiosità
In Fallout: New Vegas il giocatore verrà rianimato dal Dottor Mitchell, e da questa piccola cittadina inizierà la sua avventura.